# Liparetrus fimbriatus
Liparetrus fimbriatus är en skalbaggsart som beskrevs av Blackburn 1888. Liparetrus fimbriatus ingår i släktet Liparetrus och familjen Melolonthidae. Inga underarter finns listade i Catalogue of Life.